# محلات بال هاربور
محلات بال هاربور هو مركز تسوق في الهواء الطلق في بال هاربور، فلوريدا ، إحدى ضواحي ميامي بيتش الغنية. مع وجود نيمان ماركوس وساكس فيفث أفينيو كمرساة، بلغت مبيعات المركز التجاري 3000 دولار للقدم المربع في عام 2015، وهو من بين مراكز البيع بالتجزئة الأعلى ربحًا في العالم. 

### تاريخ
من عام 1954 إلى عام 1962، سافر ستانلي ويتمان في جميع أنحاء الولايات المتحدة لدراسة مراكز التسوق. 
في عام 1957، استحوذ ويتمان على الموقع مقابل دولارين للقدم المربع، وهو سعر قياسي لممتلكات التجزئة.  كان موقعًا لثكنات جيش الولايات المتحدة السابقة ومعسكر أسرى الحرب في الحرب العالمية الثانية .  قام ببناء مركز تسوق غير تقليدي في الهواء الطلق بسبب المناخ الاستوائي والموقع الساحلي عبر الشارع من المحيط الأطلسي .  في البداية، قام ويتمان بتعيين المهندس المعماري فيكتور جروين ، لكنه طرده بعد ذلك وقام بتعيين هيرب جونسون، ومقره في ميامي. 
تم افتتاح مركز التسوق في عام 1965، مع المجموعة الافتتاحية من المتاجر بما في ذلك FAO Schwarz وAbercrombie & Fitch وMartha's، والتي تعتبر واحدة من أكثر الصالونات النسائية العالمية تأثيرًا والتي تستضيف عروض الأزياء مع المصممين فالنتينو وأوسكار دي لا رنتا (كلاهما افتتح لاحقًا المحلات التجارية في متاجر بال هاربور). تضمنت افتتاحات متاجر المصممين الأوروبيين المبكرة إيف سان لوران وغوتشي .بعد سنوات قليلة، افتُتِحت كارتييه وفيرساتشي وشانيل. 
في عام 1971، افتتح نيمان ماركوس متجرًا متعدد الأقسام في المركز.  في عام 1976، افتتح ساكس فيفث أفينيو متجرًا متعدد الأقسام في المركز.  وفي عام 1977، افتتحت غوتشي متجراً في المركز. بحلول عام 1987، حققت مبيعات بقيمة 1000 دولار للقدم المربع. 
في عام 1982، كانت متاجر بال هاربور أول مركز تسوق مخطط للتوسع الرأسي لإضافة 100,000 قدم مربع (9,300 م2) من مساحات التجزئة في المستوى 2. وفي عام 1983 تم إضافة المستوى الثاني. 
ارتفع إجمالي المبيعات في مركز التسوق من 1000 دولار للقدم المربع في عام 1997، أي خمسة أضعاف المتوسط الوطني، إلى 1350 دولارًا للقدم المربع في عام 2002، و2000 دولار للقدم المربع في عام 2008، و2730 دولارًا للقدم المربع في عام 2012، و3000 دولار للقدم المربع في عام 2015.  في عام 2022، بلغت مبيعات مركز التسوق 3400 دولار للقدم المربع.
في عام 2012، أبرمت عائلة ويتمان صفقة تبادل الأراضي مع شركة تشيرش باي ذا سي.  وافقت متاجر بال هاربور على بناء 60,000-قدم-مربع (5,600 م2) كنيسة  في موقع في كين كونكورس في باي هاربور آيلاندز والتي كانت عبارة عن وكالة لبيع السيارات. 
في يناير 2013، أعلنت شركة Bal Harbour Shops عن شراكة في الأسهم مع Swire Properties للتطوير المشترك لمساحة 500,000-قدم-مربع (46,000 م2) مكون البيع بالتجزئة في بريكل سيتي سنتر في وسط مدينة ميامي. 